# Салеева, Ирина Павловна
Ири́на Па́вловна Сале́ева (род. 21 июля 1968, Загорск, СССР) — учёный-зоотехник, специалист по ресурсосберегающим технологиям в птицеводстве. Заведует лабораторией в Федеральном научном центре «Всероссийский научно-исследовательский и технологический институт птицеводства» (ВНИТИП) РАН, гор. Сергиев Посад Московской области. Доктор сельскохозяйственных наук, профессор и член-корреспондент Российской академии наук (РАН).

## Биография
И. П. Салеева родилась в 1968 году в городе Загорске Московской области.
В 1990 году окончила Калининский сельскохозяйственный институт (ныне — Тверская государственная сельскохозяйственная академия) по специальности «зоотехния». Работала младшим научным сотрудником ВНИТИП (1990—1999), обучалась в аспирантуре, в 1998 г. получила степень кандидата наук. С 2001 по 2006 годы — зооинженер в ЗАО «Феникс» (Московская обл.). С 2002 года возобновила деятельность во ВНИТИП: до 2006 г. занимала там должность с.н.с. по совместительству, в 2007 году защитила докторскую диссертацию «Технологические методы и приёмы повышения эффективности производства мяса бройлеров», в период 2006—2017 гг. была ведущим и затем главным научным сотрудником отдела технологии производства яиц и мяса птицы. С 2017 года — заведующая лабораторией технологии производства мяса птицы.
Весной 2016 года Салеевой присвоено звание «Профессор РАН», а в октябре того же года её избрали членом-корреспондентом Академии по Отделению сельскохозяйственных наук.

## Научные достижения
Основные результаты научных исследований И. П. Салеевой связаны с разработкой ресурсосберегающих технологий выращивания и содержания сельскохозяйственной птицы.
Ей принадлежит идея внедрения технологии выращивания бройлеров на обогреваемых полах. Данная технология совершенствовалась во ВНИТИП в течение ряда лет, и в 2015 году институт получил за неё золотую медаль в номинации «Инновационные разработки в АПК» (на выставке «Золотая осень»).
Под руководством Салеевой также разработаны
- методические рекомендации «Технология содержания родительского стада бройлеров»;
- новый способ комплектования родительского стада по живой массе с целью повышения продуктивности и однородности бройлеров;
- технологии: выращивания бройлеров с дифференцированной плотностью посадки в стартовый период, выращивания бройлеров на подстилке с изменяющейся плотностью посадки по возрастам, выращивания бройлеров в птичниках с дифференцированным уровнем СО2 в зависимости от возраста;
- инструкции к национальному стандарту ГОСТ Р 52702-2006, касающиеся выращивания цыплят бройлеров в клеточных батареях (2014 г.) и на подстилке (2015 г.);
- технология применения электроактивированной воды в птицеводстве: для поения бройлеров, при обработке воздушной среды птичника в присутствии птицы, переработке мяса птицы, дезинфекции инкубационных яиц и оборудования.

Данные технологические направления отражены в «Концепции развития отрасли птицеводства Российской Федерации на период 2013—2020 годов».

## Публикации
И. П. Салеева — автор свыше 140 научных трудов, имеет 13 патентов РФ на изобретения. По данным РИНЦ (на 2017 г.), индекс Хирша её работ — 13, общее число цитирований — порядка 900. Некоторые публикации:
- Салеева И.П., Шоль В.Г., Офицеров В.А., Ефимов Д.Н., Иванов А.В., Королева Н.А. // в кн. «Промышленное птицеводство» (ред. Фисинин В.И.) // М.: изд-во ВНИТИП, 2016, гл. 7, с. 267—279, ISBN: 978-5-9907740-4-9;
- Гусев В.А., Дубровин А.В., Салеева И.П., Кавтарашвили А.Ш., Гусева О.И., Валдохина С.И., Шоль В.Г. // Клеточная батарея для содержания промышленного стада кур // Патент на полезную модель RUS 165718 21.03.2016;
- Самуйленко А.Я., Еремец В.И., Павленко И.В., Салеева И.П. // Разработка экологических симбиотиков в биологической промышленности для АПК // Экология и промышленность России, 2013, № 9, с. 38—40;
- Салеева И.П., Офицеров В.А., Абрамов К.М. // Обработка тушек бройлеров нейтральным анолитом перед хранением // Птица и птицепродукты, 2008, № 2, с. 42—43;
- Салеева И. // Выращивание бройлеров на обогреваемых полах // Птицеводство, 2007, № 12, с. 19—20;
- Неминущая Л.А., Токарик Э.Ф., Шоль В.Г., Филоненко В.И., Салеева И.П., Скотникова Т.А., Воробьева Г.И., Самуйленко А.Я., Калугин С.В., Еремец В.И. // Кормовая добавка для птицеводства и способ выращивания птицы // Патент на изобретение RUS 2286066 26.04.2004.

## Награды и признание
- Золотая и серебряная медали XII Международного салона промышленной собственности «Архимед» за разработку «Способ подготовки подстилки из соломы при выращивании цыплят-бройлеров» (2009).
- Почетные грамоты[4] Министра сельского хозяйства РФ (2010) и Российской академии сельскохозяйственных наук (2010).
- Призы «Лучшая научная разработка года»[4] на выставках AgroFarm: «Система раздельного кормления кур и петухов родительского стада при клеточном содержании» (2015) и «Клеточная батарея для содержания промышленного стада кур» (2017).
- Почётное учёное звание «Профессор РАН»[1] (2016), статус члена-корреспондента РАН[2] (с 2016 года).

## Текущие исследования
Оптимизация ресурсосберегающих технологий в птицеводстве остаётся приоритетным направлением научной деятельности И. П. Салеевой.
Наряду с этим, она участвует в работах по проекту «Изучение механизмов повышения продуктивности и качества мяса бройлеров путём создания легкоусвояемых кормовых компонентов на основе современных физико-химических и биотехнологических способов обработки животного сырья» (финансируется РНФ, 2017—2019 гг.) и в других исследованиях.

## Преподавание, экспертная работа
И. П. Салеева подготовила 6 кандидатов наук. Читает лекции «Новые технологии и пути повышения эффективности производства и переработки мяса бройлеров» на курсах повышения квалификации специалистов птицеводческих хозяйств.
Является членом (с 2009 г.) Российского отделения Всемирной научной ассоциации по птицеводству (англ. World Poultry Science Association — WPSA). С 2012 по 2013 гг. выполняла функции эксперта РФФИ, с 2014 г. — эксперт РНФ, с 2016 г. — эксперт РАН.